# Pulp
Pulp – brytyjski zespół britpopowy, utworzony w Sheffield w 1978 roku przez piętnastoletniego wtedy Jarvisa Cockera. Początkowo zespół był znany pod nazwą "Arabacus Pulp", lecz niedługo potem nazwa została skrócona do "Pulp". Na ich muzykę wpływ mieli tacy wykonawcy jak m.in.: David Bowie, The Cure, The Beatles oraz The Kinks.
W 2002 roku formacja została rozwiązana. W 2011 roku grupa wznowiła działalność koncertową.

## Dyskografia
Albumy
- It (1983)
- Freaks (1986)
- Separations (1992)
- Intro (1993)
- His ’n’ Hers (1994)
- Different Class (1995)
- This Is Hardcore (1998)
- We Love Life (2001)
- Hits (2002)
- Pulp (2025)

## Teledyski
| Rok  | Tytuł                             | Reżyseria                      |
| ---- | --------------------------------- | ------------------------------ |
| 1985 | "Manon"                           | James Eaton i Simon Hinkler    |
| 1986 | "They Suffocate At Night"         | Michael Geoghegan              |
| 1991 | "My Legendary Girlfriend"         | Martin Wallace i Jarvis Cocker |
| 1991 | "Countdown"                       | Martin Wallace i Jarvis Cocker |
| 1992 | "Babies" (original version)       | Martin Wallace i Jarvis Cocker |
| 1993 | "Razzmatazz"                      | Martin Wallace i Jarvis Cocker |
| 1993 | "Lipgloss"                        | Martin Wallace i Jarvis Cocker |
| 1994 | "Do You Remember the First Time?" | Pedro Romhanyi                 |
| 1994 | "Babies" (1994 version)           | Pedro Romhanyi                 |
| 1995 | "Common People"                   | Pedro Romhanyi                 |
| 1995 | "Mis-Shapes"                      | Pedro Romhanyi                 |
| 1995 | "Sorted For E's & Wizz"           |                                |
| 1995 | "Disco 2000"                      | Pedro Romhanyi                 |
| 1995 | "Something Changed"               | Pedro Romhanyi                 |
| 1997 | "Help the Aged"                   | Hammer & Tongs                 |
| 1998 | "This Is Hardcore"                | Doug Nichol                    |
| 1998 | "A Little Soul"                   | Hammer & Tongs                 |
| 1998 | "Party Hard"                      | Mike Mills                     |
| 2001 | "The Trees"                       | Phil Harder                    |
| 2001 | "Bad Cover Version"               | Martin Wallace i Jarvis Cocker |